# Império Colonial Neerlandês
Império Colonial Neerlandês ou simplesmente como Império Neerlandês, também conhecido popularmente como Império Colonial Holandês ou Império dos Holandeses (em neerlandês:  Het Nederlandse Koloniale Rijk), eram os territórios ultramarinos e postos de comércio controlados e administrados por empresas majestáticas neerlandesas (principalmente a Companhia Holandesa das Índias Ocidentais e a Companhia Holandesa das Índias Orientais) e, posteriormente, pela República Neerlandesa (1581-1795) e pelo moderno Reino dos Países Baixos depois de 1815. Inicialmente, era um sistema baseado no comércio que derivava a maior parte de sua influência da empresa mercantil e do controle neerlandês das rotas marítimas internacionais através de postos avançados estrategicamente posicionados, ao invés de empreendimentos territoriais expansivos. Com algumas notáveis exceções, a maioria das propriedades ultramarinas do império colonial neerlandês consistia em fortes costeiros, fábricas e assentamentos portuários com diferentes graus de incorporação de seu interior e regiões vizinhas. As companhias majestáticas neerlandesas muitas vezes ditavam que suas posses deviam ser mantidas o mais confinadas quanto possível, a fim de evitar gastos desnecessários, e, enquanto alguns lugares, como a Colônia do Cabo (atual África do Sul) e as Índias Orientais Neerlandesas (atual Indonésia) expandiram-se de qualquer maneira (devido à pressão de colonos neerlandesss de mentalidade independente do governo), outros permaneceram como centros de comércio isolados e subdesenvolvidos, dependentes de uma nação anfitriã nativa. Isto refletia o propósito primordial do império colonial neerlandês: o intercâmbio comercial em oposição à soberania sobre terrenos homogêneos.
As ambições imperiais dos neerlandeses foram reforçadas pela força de sua indústria naval, bem como pelo papel fundamental que desempenharam na expansão do comércio marítimo entre a Europa e o Oriente. Como as pequenas empresas comerciais europeias frequentemente não tinham o capital ou a mão de obra para operações de larga escala, os Estados Gerais fundaram as duas Companhias Holandesas das Índias no início do século XVII. Estas foram consideradas as maiores e mais extensas empresas de comércio marítimo da época e detinham o monopólio virtual das rotas marítimas europeias estratégicas para o oeste, através do hemisfério sul em torno da América do Sul pelo Estreito de Magalhães, e para o leste, ao redor da África, além do Cabo da Boa Esperança.. O domínio das empresas no comércio global contribuiu grandemente para uma revolução comercial e um florescimento cultural nos Países Baixos do século XVII, conhecido como a Era de Ouro Holandesa. Em sua busca por novas passagens comerciais entre a Ásia e a Europa, navegadores holandeses exploraram e mapearam regiões distantes como Nova Zelândia, Tasmânia e partes da costa leste da América do Norte.
No século XVIII, o império colonial neerlandês começou a declinar como resultado da Quarta Guerra Anglo-Holandesa, entre 1780 e 1784, na qual a Holanda perdeu algumas de suas possessões coloniais e vendeu monopólios ao Império Britânico. No entanto, grandes porções do império sobreviveram até o advento da descolonização global após a Segunda Guerra Mundial (1939-1945), ou seja, as Índias Orientais (Indonésia) e a Guiana Neerlandesa (Suriname). Três antigos territórios coloniais nas ilhas das Antilhas ao redor do Mar do Caribe - Aruba, Curaçau e São Martinho - permanecem como países constituintes representados no Reino dos Países Baixos.

## Origens comerciais
Após a fundação da Companhia Neerlandesa das Índias Orientais em 1602, o interesse dos neerlandeses pelas possessões ultramarinas de Portugal
causou a Guerra Luso-Neerlandesa. Portugal estava, desde 1580, unido ao Império Espanhol. Nesta época os espanhóis estavam em guerra contra os rebeldes neerlandeses que visavam a independência. Embora estando sob o governo de um mesmo rei, os impérios ultramarinos de Espanha e Portugal continuavam sendo administrados separadamente. Extenso e dificilmente defendido, o império ultramarino português tornou-se um alvo perfeito para as pretensões expansionistas neerlandesas, interessados no controle do comércio de especiarias.

## Ásia

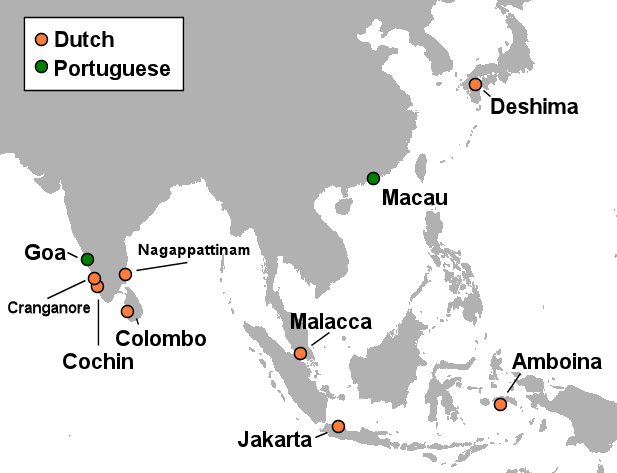
Os principais assentamentos neerlandeses e portugueses na Ásia, c. 1665. Com exceção de Jacarta e Deshima, todos foram capturados pela Companhia Holandesa das Índias Orientais de Portugal.

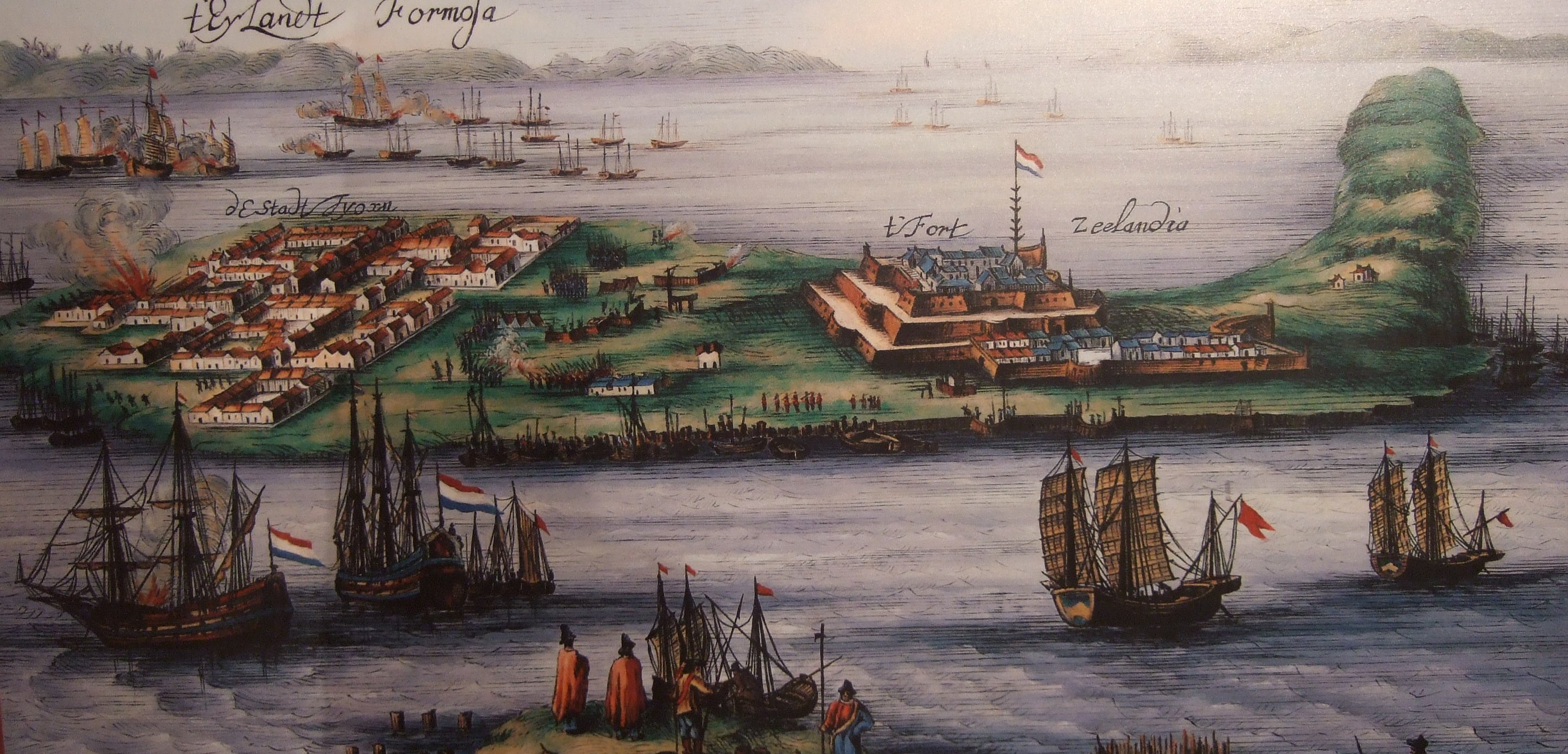
Forte Zeelândia, na Ilha Formosa (atual Taiwan).

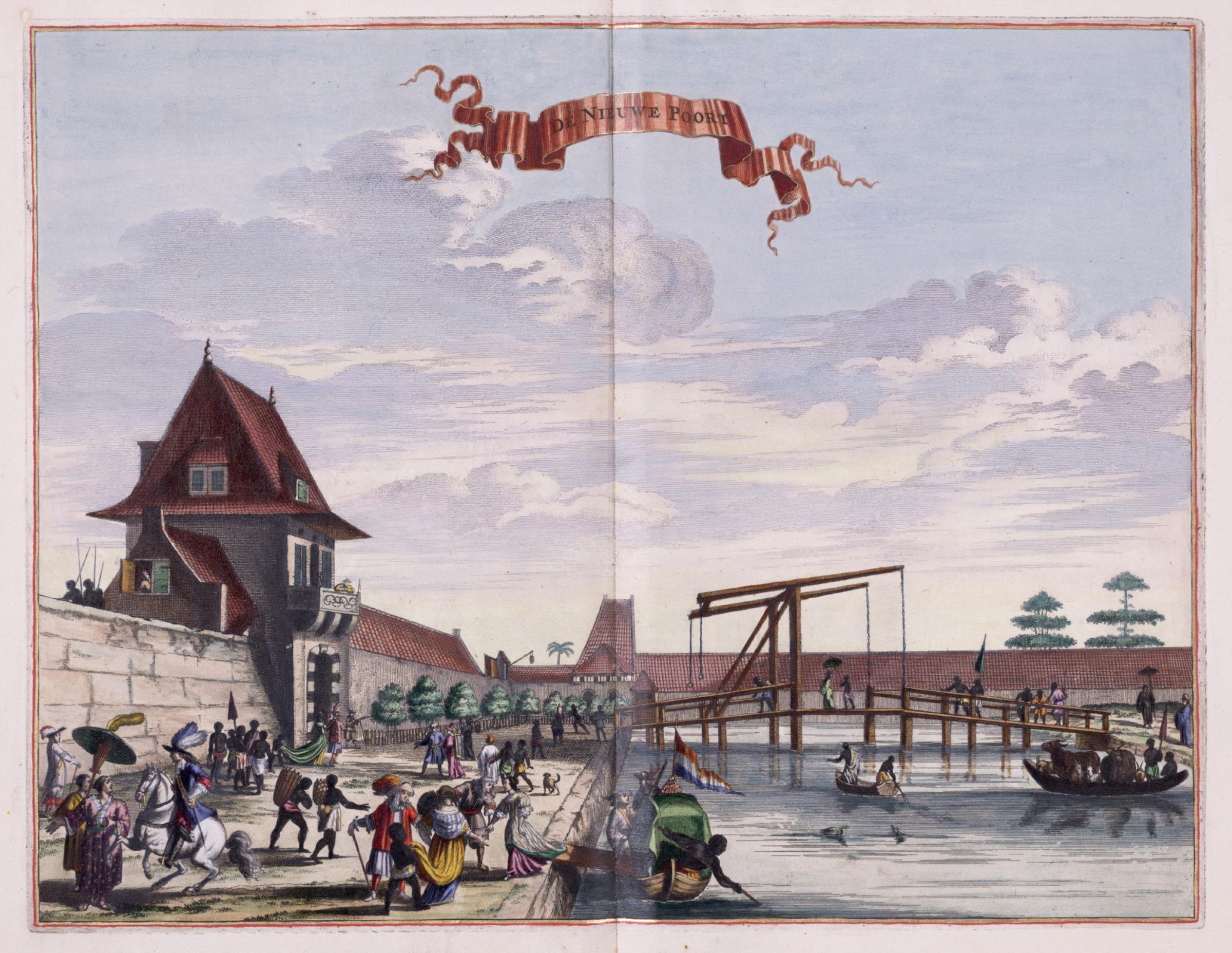
Batávia (atual Jacarta), capital das Índias Orientais Neerlandesas (atual Indonésia).

### Ceilão
Os neerlandeses chegaram pela primeira vez a Ceilão em 1602, que encontrava-se sob o domínio português. Entre 1636 e 1658 os neerlandeses lutaram contra os portugueses para expulsá-los, inicialmente auxiliados pelos governantes locais. Os portugueses governaram a ilha de 1505 até 1658 e tentaram converter a população ao cristianismo. Os neerlandeses foram melhor vistos pelos governos locais porque estavam mais interessados no comércio que convertê-los ao cristianismo. Uma vez que os portugueses haviam sido expulsos a Companhia Neerlandesa das Índias Orientais (VOC) tentou expandir seu controle no interior sem obter sucesso e só pôde controlar as províncias costeiras. Ceilão converteu-se no centro do império durante o governo da VOC. Sua importância deve-se ao facto que era o ponto intermédio entre a África do Sul e a Indonésia. Ademais era uma fonte de canela e elefantes, que logo eram vendidos aos príncipes indianos. Em 1796 os britânicos tomaram o controle da ilha, a qual lhes foi formalmente cedida pelo tratado de Paz de Amiens.

### Índias Orientais Neerlandesas
A colonização das Índias Orientais Neerlandesas (atual Indonésia) teve início com a captura da base de operações dos portugueses, Amboina, situada nas Ilhas Molucas, pelos neerlandeses em 1605. Em 1619 fundaram Batávia (atual Jacarta) na ilha de Java, como centro de coordenação das operações neerlandesas no Oriente. Pouco a pouco, os neerlandeses tomaram todos os portos do arquipélago: Malaca em 1641, Achém em 1667, Macáçar em 1669 e Banten em 1682. Após a falência da Companhia Neerlandesa das Índias Orientais em 1799, o arquipélago passou a ser diretamente controlado e administrado pelo estado neerlandês até a sua independência em 1949.

### Formosa
Interessada no comércio com a China, a Companhia Neerlandesa das Índias Orientais estabeleceu-se na ilha de Taiwan (Formosa). Os neerlandeses controlaram a zona sul da ilha, cuja principal base era Forte Zeelândia. Seu controle da zona durou de 1624 até 1662, ano em que foram expulsos por Koxinga. A ilha era uma fonte de cana de açúcar e peles de veado. Também era o lugar onde os comerciantes neerlandeses podiam negociar com os comerciantes da China Continental e comprar a seda necessária para vende-la no mercado japonês.

### Malaca
Em 1641 os neerlandeses conquistam Malaca, situada na costa oeste da Malásia, expulsando os portugueses. Malaca foi, de acordo com o tratado firmado com o stadthouder Guilherme V, Príncipe de Orange, cedida ao Reino Unido durante as Guerras Napoleônicas. O Reino Unido a devolveu ao recém criado Reino Unido dos Países Baixos em 1816, porém em virtude do Tratado Anglo-neerlandês de 1824 sua soberania retornou ao Reino Unido.

### Nova-Guiné Neerlandesa
Nova-Guiné Neerlandesa (actual Papua, província da Indonésia) foi, de 1949 a 1962, um território ultramarino neerlandês. Os Países Baixos mantiveram a Nova-Guiné Neerlandesa, que antes fazia parte das Índias Orientais Neerlandesas, após a independência da Indonésia.

## Américas

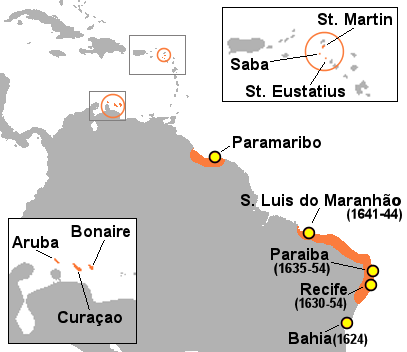
Conquistas holandesas nas Índias Ocidentais e no Brasil.

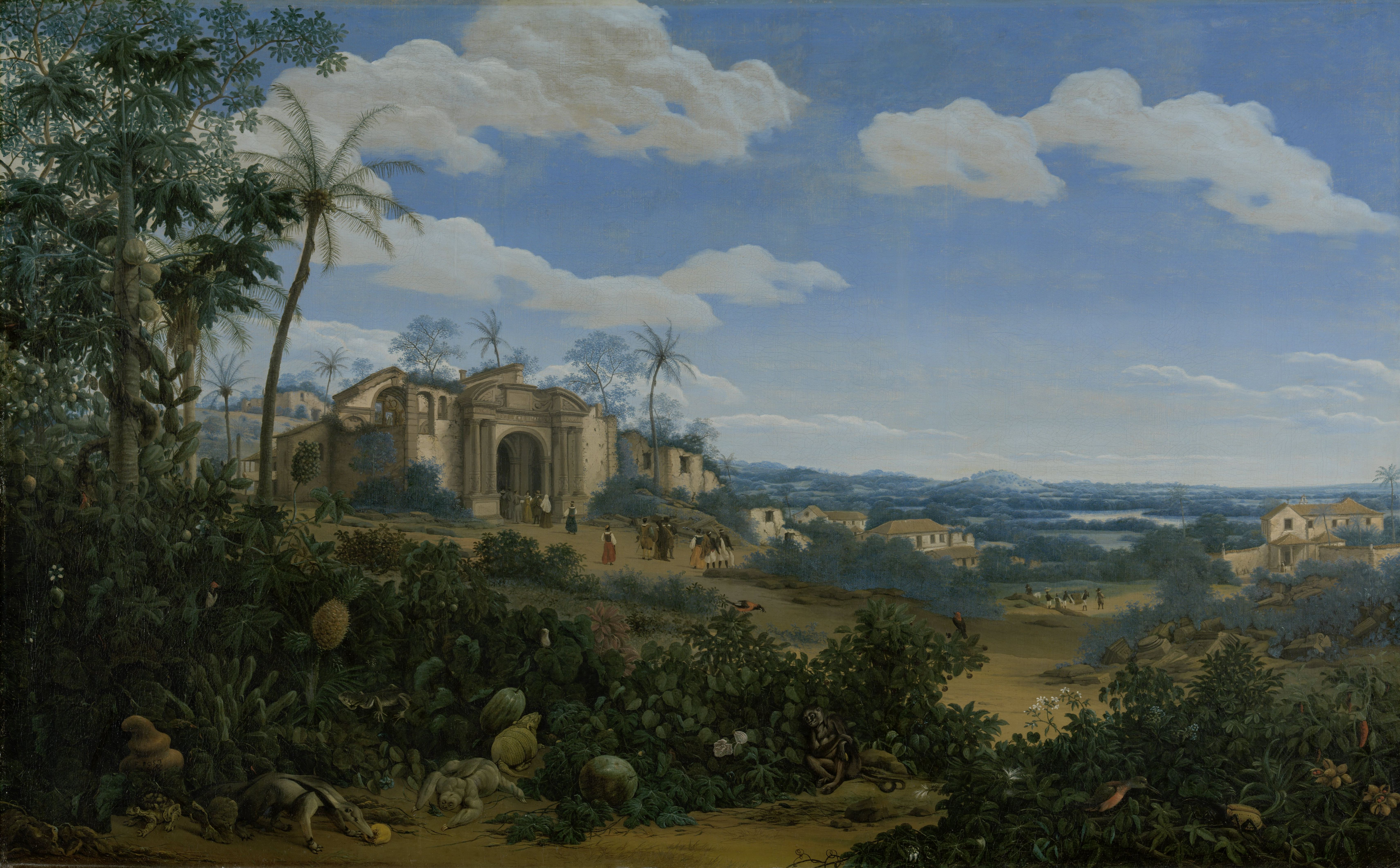
Olinda, então parte da Nova Holanda.

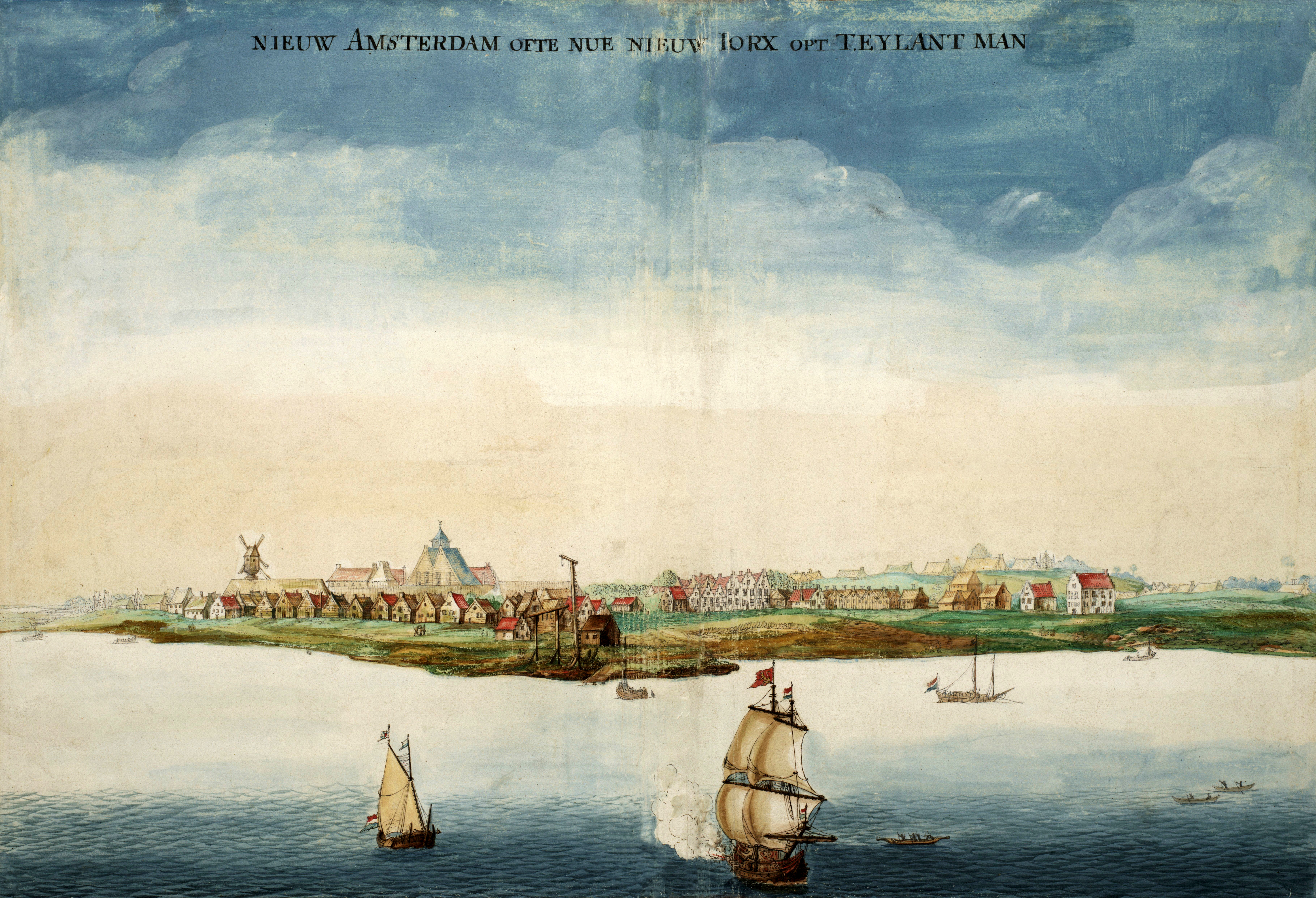
Nova Amsterdã, atual Nova York, em 1664.

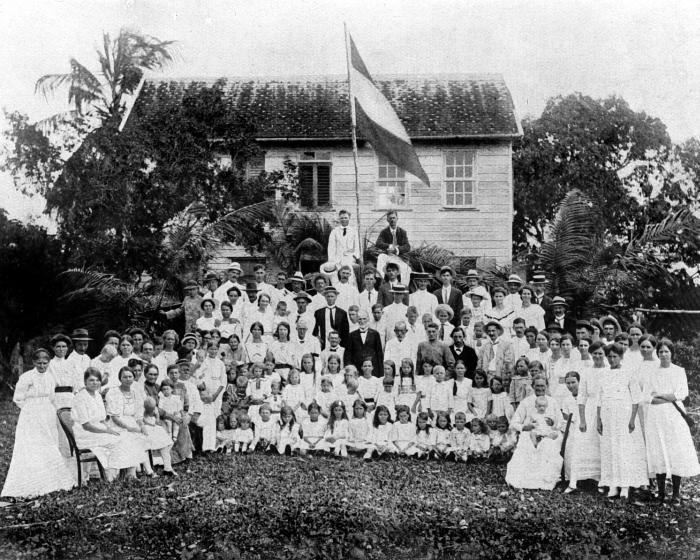
Colonos holandeses no Suriname, 1920. A maioria dos europeus deixou após a independência em 1975.

### Índias Ocidentais Neerlandesas
A colonização das Índias Ocidentais Neerlandesas, depois chamadas de Antilhas Neerlandesas, um grupo de ilhas pertencentes a Espanha, começou em 1620 com a conquista de São Martinho, que continua sendo território constituinte do Reino dos Países Baixos.
Hoje, as antigas Antilhas Neerlandesas são organizadas como três unidades autogovernantes: São Martinho, Aruba e Curaçau, cujas relações judiciais com o Reino dos Países Baixos são controladas pelo Estatuto do Reino dos Países Baixos.

### Amazônia Neerlandesa
Nas proximidades de Almeirim (antiga Aldeia de Paru), os neerlandeses, acompanhados de alguns ingleses, liderados por Pieter Adriaansz, empreenderam uma tentativa colonial com a construção, em 1623, do "Forte do Morro da Velha Pobre". Foram repelidos pela incursão portuguesa liderada por Bento Maciel Parente, que os expulsou de volta para a Zelândia, nos Países Baixos. O forte neerlandês foi destruído.

### Nova Holanda
Nova Holanda foi estabelecida pela Companhia Neerlandesa das Índias Ocidentais em 1630 com a conquista da capitania de Pernambuco. Entre 1633 e 1641, a companhia expandiu a colônia, que abrangeu a região Nordeste do Brasil com exceção da Bahia.
Nova Holanda foi reconquistada pelos portugueses em 1654 e formalmente cedida a Portugal em 1661 através da Paz de Haia. As principais cidades da Nova Holanda foram Frederickstadt (João Pessoa), e a capital Mauristadt (Recife).

### Novos Países Baixos
Os Novos Países Baixos consistiram na área do norte da costa atlântica dos Estados Unidos da América, que foi primeiro visitada por exploradores neerlandeses e mais tarde controlada e colonizada pela Companhia Neerlandesa das Índias Ocidentais. Os assentamentos estabeleceram-se inicialmente ao redor do rio Hudson: Fort Nassau criado em 1614, abandonado em 1617 pelas contínuas inundações e restabelecido em 1624 com o nome de Fort Orange, na atual Albany e Nova Amsterdã, fundada em 1625 na ilha de Manhattan. A colônia alcançou seu máximo tamanho com a absorção do assentamento sueco Fort Christina em 1655, terminando assim com a colônia Nova Suécia.
A colônia Novos Países Baixos chegou ao fim após o término da Terceira Guerra Anglo-Neerlandesa em 1674, quando os assentamentos neerlandeses passaram a fazer parte da coroa britânica e Nova Amsterdã foi renomeada Nova Iorque.

### Suriname
Suriname é capturado pelos holandeses dos britânicos durante a Segunda Guerra Anglo-Holandesa. Os holandeses tomam formalmente posse de Suriname e de suas valiosas plantações de açúcar em troca dos Novos Países Baixos com a firmação do Tratado de Westminster, em 1674. O país foi um território ultramarino holandês até a sua independência, em 1975.

## África

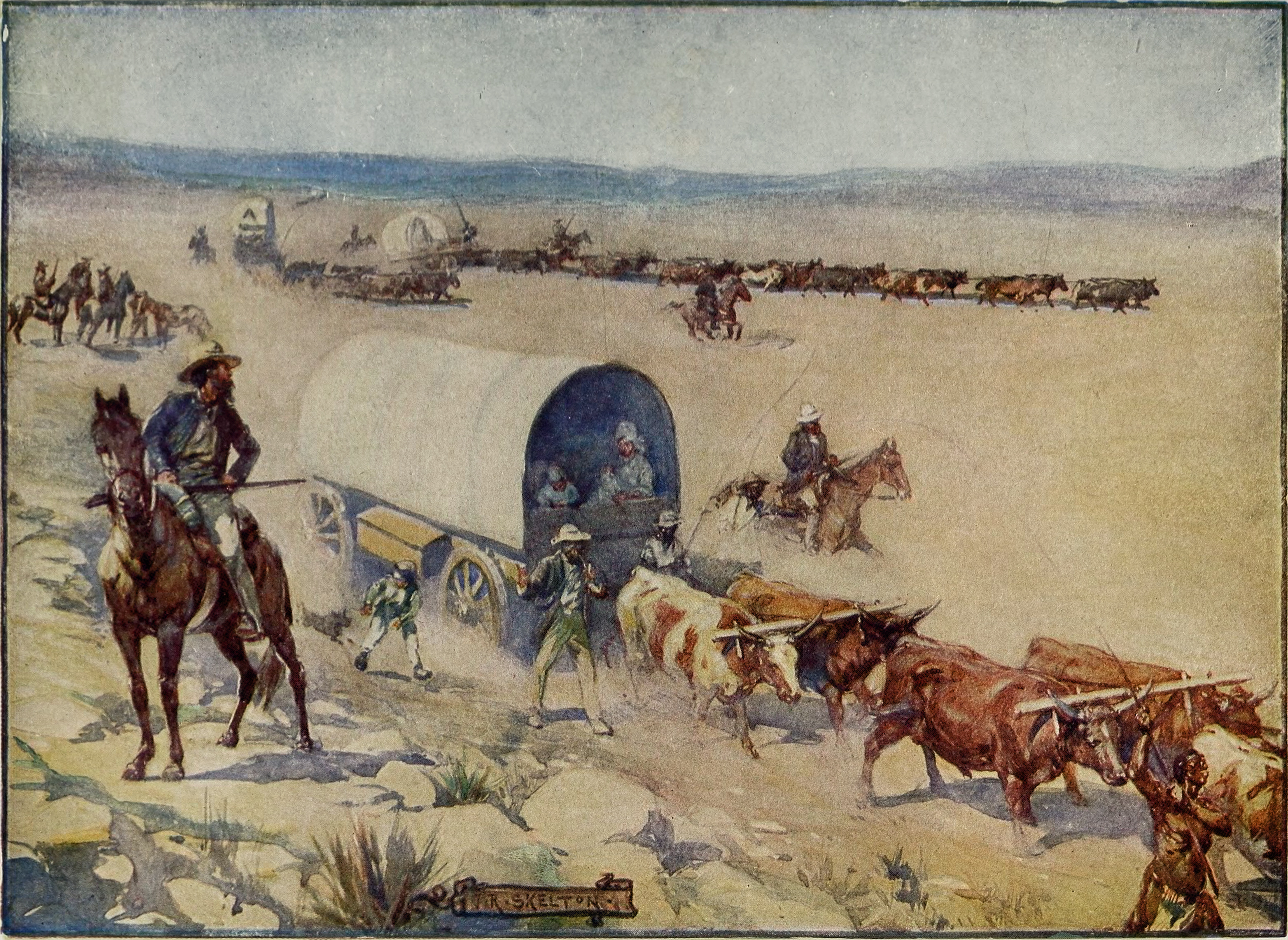
Colonos bôeres na Colônia do Cabo (atual África do Sul).

### Angola
Angola foi atacada pelos neerlandeses em 1624. Os neerlandeses ocuparam Angola em 1641 para assegurar a mão de obra escrava em Pernambuco. O rei angolano Mwene Kongo formou uma aliança com os portugueses, que reconquistaram Angola em 1648.

### Costa do Ouro Neerlandesa
A colonização da Costa do Ouro Neerlandesa, (actual Gana), teve início em 1637 com a conquista da Fortaleza de São Jorge da Mina aos portugueses. Os portugueses cederam a colónia aos neerlandeses em 1642. A Costa do Ouro foi uma colónia neerlandesa de 1637 até 1871, ano em que foi vendida aos britânicos.

### Colónia do Cabo
A Companhia das Índias Orientais estabeleceu em 1652 um posto de reabastecimento no Cabo da Boa Esperança, situado a meio caminho entre as Índias Orientais Neerlandesas e as Índias Ocidentais Neerlandesas. O Reino Unido conquistou a colónia em 1797 durante a quinta Guerra Anglo-Holandesa, anexando-a em 1805. Os colonizadores holandeses ainda permaneceram na África do Sul após os britânicos terem tomado posse, mais tarde estabelecendo-se em Natal, e foram chamados de bôeres.